# Mystic Spirit Voices

Mystic Spirit Voices é o primeiro álbum do projeto musical alemão Lesiëm. Foi lançado em 31 de janeiro de 2000 na Europa e 14 de fevereiro de 2002 nos Estados Unidos, alcançando a 10ª posição na lista de álbuns New Age mais vendidos da Billboard em outubro do mesmo ano.
O álbum foi produzido por Alex Wende e Sven Meisel, com letras em latim escritas por Thomas Pflanz e participação do coral Carl Maria von Weber, sendo lançado em mais de 50 países.

## Faixas
1. ‘’Lesiëm’’ (5:05) – Alex Wende; Thomas Pflanz; Henning Westland.
2. ‘’Occultum’’ (3:51) – Alex Wende; Thomas Pflanz.
3. ‘’Fundamentum’’ (4:45) – Alex Wende; Thomas Pflanz.
4. ‘’Vivere’’ (4:03) – Alex Wende; Thomas Pflanz.
5. ‘’Open Your Eyes’’ (4:14) – Alex Wende; Thomas Pflanz; Brit Beyer.
6. ‘’Indalo’’ (3:54) – Alex Wende; Thomas Pflanz; Lawrence Sihlabeni.
7. ‘’Liberta’’ (4:27) – Alex Wende; Thomas Pflanz; Matthias Härtl.
8. ‘’Miracle Eyes’’ (4:03) – Henning Westland; Thomas Pflanz; Tanja Pabst.
9. ‘’Una Terra’’ (4:13) – Henning Westland; Thomas Pflanz.
10. ‘’Mater Gloria’’ (3:53) – Alex Wende; Thomas Pflanz.
11. ‘’Veni Creator Spiritus’’ (4:47) – Matthias Härtl.
12. ‘’Lacrimosa’’ (4:35) – Matthias Härtl.
13. ‘’Floreat’’ (5:10) – Henning Westland; Thomas Pflanz; M. Arison.
14. ‘’In Taberna Mori’’ (4:00) – Matthias Härtl.
15. ‘’Ave Fortuna’’ (5:09) – Alex Wende; Thomas Pflanz.
16. ‘’Liberta’’ (Choir Version) (4:27) – Alex Wende; Thomas Pflanz; Matthias Härtl. [5]

### Singles
- ‘’Fundamentum’’ (2000) [6]
  1. Fundamentum (Radio Version)
  2. Fundamentum (Album Version)
  3. Lesiëm

- ‘’Indalo’’ (2000)
  1. Indalo (Single Edit)
  2. Indalo (Vocoder Radio Edit)
  3. Indalo (Album Short Cut)
  4. Indalo (Process C-41 Radio Edit)
  5. Indalo (Full Mystery Club Mix)

- ‘’Liberta’’ (2000) [7]
  1. Liberta (Single Edit)
  2. Liberta (Album Version)
  3. Liberta (Choir Version)

## Colaboradores
O tenor Heiko Jerke canta os trechos em latim de ‘’Lesiëm’’ e ‘’Mater Gloria’’. Klaus Bassler recita a oração em ‘’Mater Gloria’’.
Felix Lauschus canta os trechos em inglês de ‘’Occultum’’.
Thomas Pflanz recita a oração em ‘’Vivere’’.
Brit Beyer canta o trecho em inglês de ‘’Open Your Eyes’’.
O artista de reggae sul-africano Sallo Lawrence Sihlabeni canta ‘’Indalo’’.
Diana Lasch canta os trechos em inglês de ‘’Liberta’’, ‘’Miracle Eyes’’ e ‘’Veni Creator Spiritus’’. Tanja Pabst participa de ‘’Liberta’’.
Sven Goiny é o vocal solo de ‘’Una Terra’’. Ramesh Weeratunga recita a oração budista de Teravada da mesma música.

## Recepção
O site de vendas CD Universe escreve que Mystic Spirit Voices é “muito mais sombrio e assustador do que fãs de Enigma e Deep Forest podem esperar”, alternando entre o aterrador e o transcendental, e o descreve como “surpreendentemente dinâmico”.